# Allomyia acanthis
Allomyia acanthis is een schietmot uit de familie Apataniidae. De soort komt voor in het Nearctisch gebied.